# Lucien Cuénot
Lucien Cuénot (1866-1951) foi um biólogo francês. Na primeira metade do século XX, mendelismo não era um assunto popular entre os biólogos franceses. Cuénot desafiou a opinião popular e refutou as "pseudo-ciências", como ele chamava. Após a redescoberta do trabalho de Mendel por Correns, Devries, e Tschermak, Cuénot provou que mendelismo se aplicava aos animais, assim como às plantas.